# Doug Basham
Douglas « Doug » Basham (né le 12 mai 1971 à Louisville) est un catcheur américain connu pour ses apparitions à la World Wrestling Entertainment entre 2002 et 2007, et à la Total Nonstop Action Wrestling sous le nom de ring Basham en 2007.

## Carrière

### Ohio Valley Wrestling (1990s-2003, 2005, 2007)
Avant d'être appelé dans le roster principal de la WWE, Basham a été dans son club-école, la Ohio Valley Wrestling. Doug Basham est le neveu du fondateur de la OVW Danny Davis. Doug Basham était un babyface au sommet à la fédération, remportant à plusieurs reprises le OVW Heavyweight Championship.
Doug Basham tournait heel et était impliqué dans une storyline qui le voyait être de plus en plus jaloux de l'affection de son oncle envers une autre superstar de la OVW Nick Dinsmore, connu plus tard comme Eugene. Doug disparaissait fin 2000 et reveneait comme catcheur masqué et était connu en tant que The Machine, s'en prenant à Nick Dinsmore. Dinsmore battait The Machine dans un Retirement vs. Mask Match, et démasquait donc Basham.
Doug "The Machine" Basham créait le clan Revolution et rivalisait avec les top stars de la OVW. Basham signait un contrat de développement avec la WWE en avril 2002 et était bientôt signé à SmackDown! en mai 2003.
Après être disparu des écrans de la WWE en septembre 2005, Doug retournait à la OVW sous une nouvelle gimmick ; "The Superstar of Superstars." À cette époque, il venait sur le ring en utilisant le thème musical de Superman avant de signer un nouveau contrat avec la WWE en avril 2006.
Le 7 mars 2007, les Basham Brothers retournaient à la OVW et battaient Wyatt Young & Mike Tolar dans un dark match.

### World Wrestling Entertainment (2002-2007)
La WWE étant impressionnée par ses abilités sur le ring, Doug recevait beaucoup de matches d'essai fin 2002 et début 2003 contre des adversaires comme Mark Jindrak, Charlie Haas, Lenny Lane, Val Venis, Nathan Jones, Redd Dogg, Nova, Johnny Jeter, Horshu, Shannon Moore, et Billy Kidman. Il faisait aussi équipe avec Damaja, Sean O'Haire, et Bull Buchanan
Doug Basham faisait son début officiel le 29 mai, 2003 à SmackDown comme la moitié de l'équipe des Basham Brothers avec son partenaire Danny Basham.

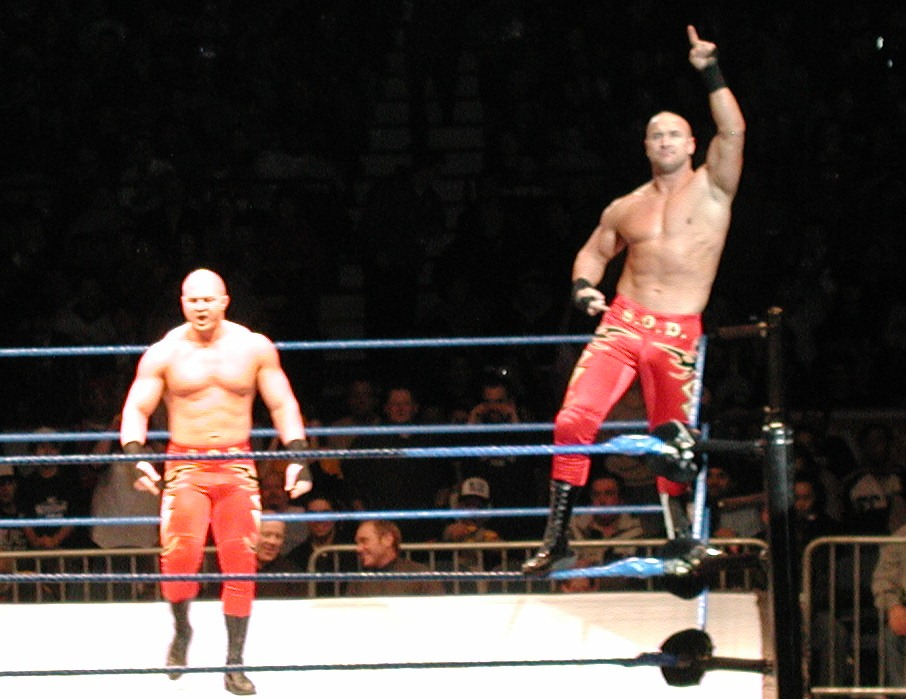
Basham Brothers

Les Basham Brothers ont fait leur début officiel à la WWE le 29 mai 2003 à SmackDown en battant Rikishi et Spanky. Peu de temps après Shaniqua devenait leur manager. Leur gimmick était à l'origine celle de deux fans sado-masochiste, avec Shaniqua étant leur dominatrice. Les Bashams remportaient leur premier WWE Tag Team Championship face à Los Guerreros le 23 octobre 2003 à SmackDown!. L'équipe perdait les titres en février 2004 contre Rikishi et Scotty 2 Hotty. Les Basham Brothers et Shaniqua affrontaient Scotty 2 Hotty et Rikishi à No Way Out 2004 dans un match handicap match pour les titres par équipes mais ils perdaient le match quand Shaniqua subissait le tombé. Juste après ce match les Basham Brothers perdaient leur manger Shaniqua comme elle était envoyée à la OVW pour s'entraîner. Pendant les mois suivants, les Basham Brothers apparaissaient souvent à WWE Velocity et juste à quelques occasions à SmackDown! pour ce qui était souvent des défaites.
Les Basham Brothers rejoignaient le Cabinet de John Bradshaw Layfield le 25 novembre 2004 à SmackDown!. Connus comme les Co-Secretaries of Defense de JBL, leur rôle était de souvent se sacrifier eux-mêmes pour empêcher Layfield d'être mis à mal par ses adversaires. Les Bashams gagnaient de nouveau les titres par équipe face à Rey Mysterio et Rob Van Dam, Luther Reigns et Mark Jindrak, et Eddie Guerrero et Booker T dans un four-way elimination match en janvier 2005. Les Basham Brothers perdaient les titres contre Rey Mysterio et Eddie Guerrero à No Way Out 2005 le 20 février. À partir de ce moment les Bashams soit jobbaient à SmackDown! ou battaient n'importe quelle équipe qui se mettait dans leurs pattes à Velocity. Les Basham Brothers quittaient le Cabinet de Layfield le 16 juin 2005 à SmackDown, affirmant qu'ils étaient fatigués d'être « les essais de crash de JBL » et de ne pas tirer assez de respect.
Le 30 juin 2005, Danny Basham était l'un des échangés de dernière minute lors du WWE Draft 2005, qui le voyait aller de SmackDown! à RAW. Ceci laissait chaque homme seul en solo dans chaque division de la WWE. Doug retournait à la TV le 27 août 2005 à Velocity sous la gimmick "The Bash Man" Doug Basham. The Bash Man venait sur le ring en portant des lunettes de soleil, et une veste en cuir. Doug continuait d'expérimenter les squash matchs sous cette gimmick inexplicable, sporadiquement pour les mois suivants.

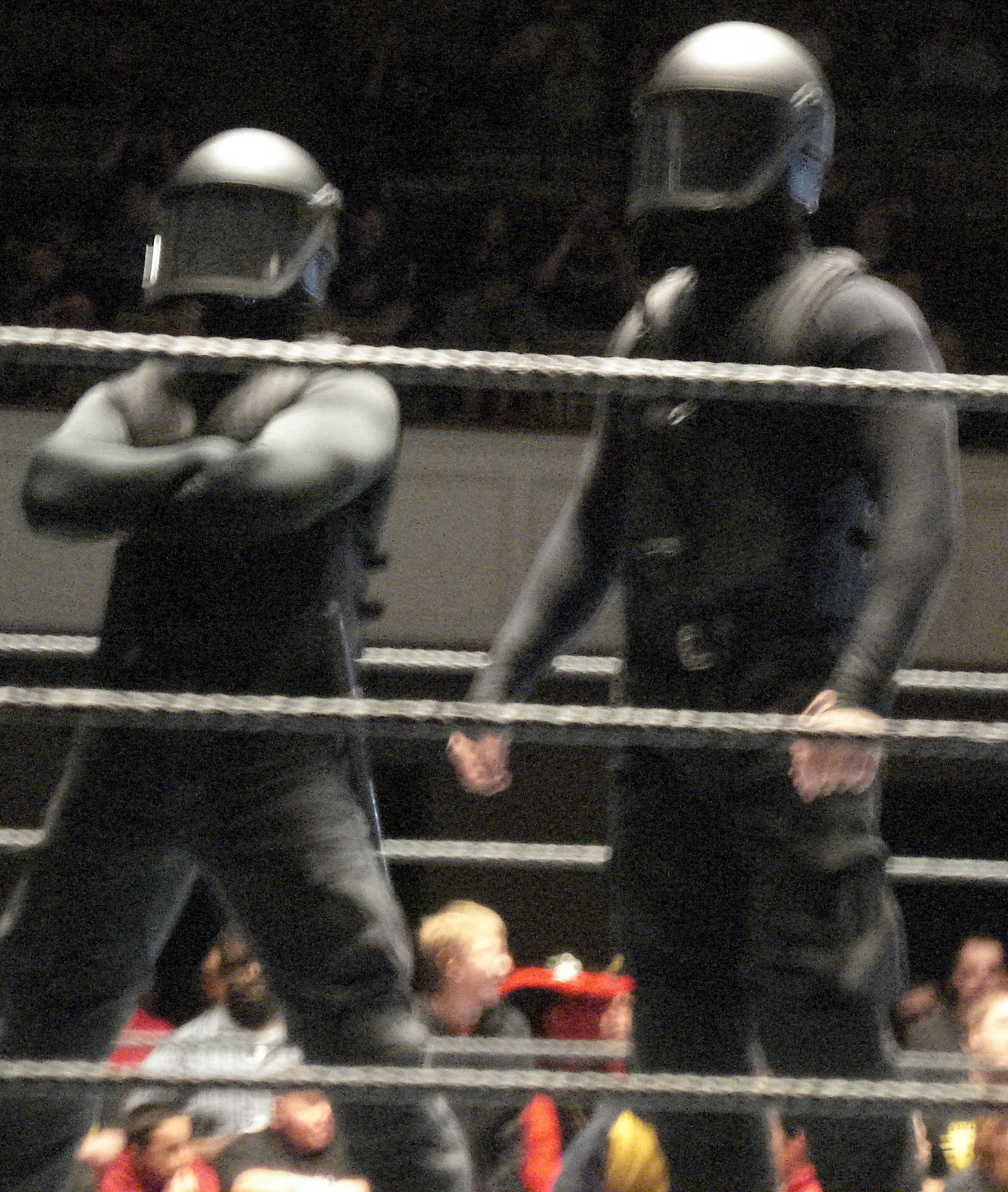
Les Basham Brothers en tant que Security Enforcers de Paul Heyman.

Alors qu'il a disparu des écrans de la WWE, Doug retournait à la OVW pour plusieurs passages avant de signer un nouveau contrat avec la WWE en avril 2006. Doug et Danny étaient tous les deux réunis à la division de la ECW en juillet 2006 à plusieurs house shows avant de devenir à l'écran les Security Enforcers masqués et sans nom du leader de la ECW Paul Heyman. Cependant, quand Danny était blessé au biceps, il était remplacé par Derek Neikirk, qui poursuivait le rôle de Danny comme le second enforcer masqué.
L'existence de cette équipe de sécurité était remise en question après que Paul Heyman soit retiré des écrans de la WWE. Cependant, l'équipe restait pour participer (en tant que jobbers) à un match handicap contre Bobby Lashley avant de disparaître à leur tour.
Le 19 janvier 2007, Doug Basham était renvoyé par la WWE aux côtés d'autres catcheurs.

### Total Nonstop Action Wrestling (2007)
Doug Basham ou tout simplement Basham et Danny Basham (maintenant connu comme Damaja) débutait à la Total Nonstop Action Wrestling le 10 mai 2007 à TNA Impact!. Ils étaient révélés être les alliés de Christy Hemme, et à TNA Sacrifice 2007, Basham et Damaja battaient les rivaux d'Hemme, Kip James et Lance Hoyt dans un match par équipe. Le 15 août 2007, Basham était renvoyé tout comme son partenaire pour ne pas s'être présenté à un house show.

## Palmarès
- Ohio Valley Wrestling
  - 4 fois OVW Heavyweight Champion
  - 2 fois OVW Southern Tag Team Champion avec Flash Flanagan (1) et avec Danny Basham (1)[5]

- World Wrestling Entertainment
  - 2 fois WWE Tag Team Champion avec Danny Basham[2]